# Amotz Zahavi

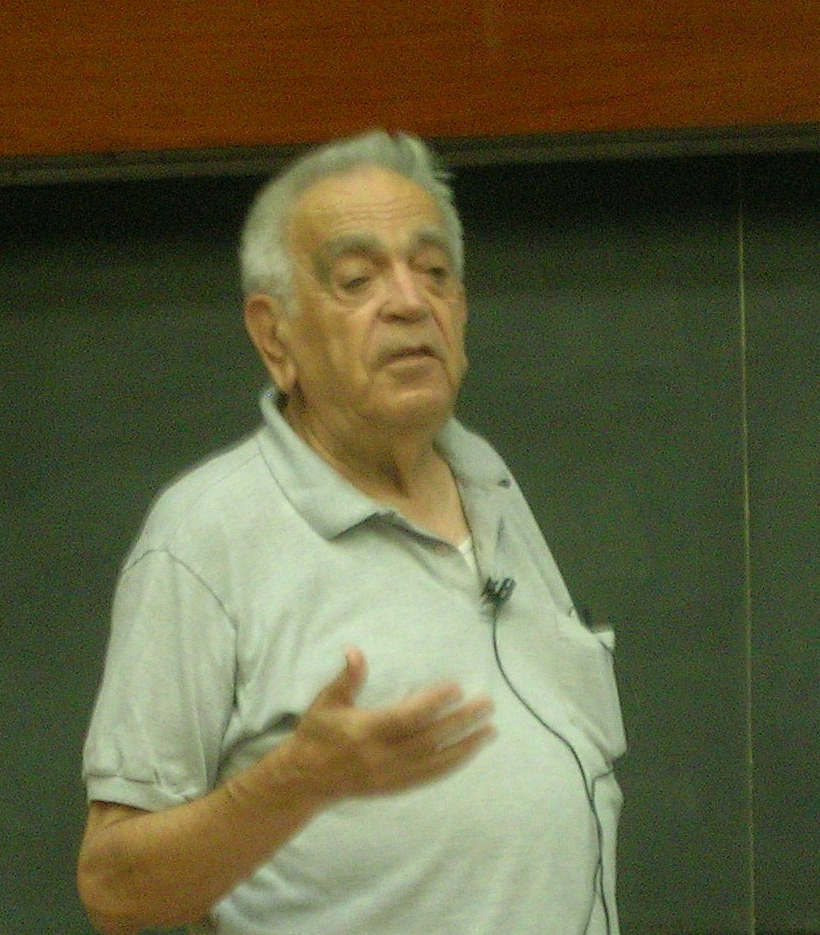
Amotz Zahavi.

Amotz Zahavi (hebreu: אמוץ זהבי, Pétah Tiqvà, 1 de gener de 1928 - Tel-Aviv, 12 de maig de 2017) fou un biòleg evolutiu israelià, professor emèrit del departament de Zoologia de la Universitat de Tel-Aviv, i un dels fundadors de la Societat per a la Protecció de la Natura a Israel (Society for the Protection of Nature in Israel coneguda com a "SPNI").
Va rebre el doctorat per la Universitat de Tel-Aviv el 1970, i és conegut principalment per enunciar la Principi de handicap, que explica l'evolució de característiques, comportaments o estructures que apareixen en contra de certs principis de l'evolució Darwiniana, ja que semblen reduir l'eficàcia biològica i perjudicar a l'individu que els porta. Evolucionant per selecció sexual, aquests actuen com a senyals de l'estatus de l'individu, ajudant per exemple a atraure possibles parelles. El mateix Zahabi va desenvolupar aquesta teoria al costat de les teories de la senyalització honesta i la idea que la selecció afavoriria senyals amb alts costos, ja que aquests no poden ser utilitzats per enganyar la possible parella.